# Acontia porphyrea
Acontia porphyrea is een vlinder van de familie van de uilen (Noctuidae). De wetenschappelijke naam van deze soort is voor het eerst voorgesteld als Tarache porphyrea door Arthur Gardiner Butler in een publicatie uit 1898.
De soort komt voor in het Afrotropisch gebied waaronder Senegal, Sierra Leone, Ghana, Togo, Soedan, Eritrea, Ethiopië, Somalië, Kenia, Tanzania, Namibië, Botswana, Zimbabwe, Zuid-Afrika, Saudi-Arabië, Oman en Jemen.